# Ткач Михайло Миколайович
Миха́йло Микола́йович Ткач  (26 листопада 1932, с. Лукачани, нині Кельменецького району Чернівецької області — 4 квітня 2007, с. Лукачани) — український поет і кіносценарист. Заслужений діяч мистецтв України (1993). Народний артист України (2002).

## Біографічні дані
Михайло Ткач народився 1932 року в селі Лукачани (нині у Кельменецькому районі Чернівецької області) в селянській родині. У 1947 році закінчив семирічну школу, потім — Чернівецьке медучилище, у 1957 році — Чернівецький медичний інститут. В 1959—1961 роках навчався на Вищих літературних курсах при Літературному інституті ім. М. О. Горького в Москві.
Михайло Ткач — автор поетичних збірок «Йдемо на верховини» (1956), «На перевалі» (1957), «Житній вінок» (1961), «На смерекових вітрах» (1965), «Пристрасть» (1968), «Повернення» (1974), «Поворот землі» (1976), «Серед літа» та «Пісні» (1977), «Крок за обрій» та «Небо твоїх очей» (1982) та ін.
Автор сценаріїв художнього фільму «Серед літа», фільму-опери «Наймичка», повнометражних документальних фільмів «Леся Українка», «Радянська Україна», «Про дружбу співа Україна», короткометражних документальних фільмів.
За сценарій фільму «Радянська Україна» в 1973 році удостоєний Державної премії УРСР ім. Т. Г. Шевченка. В 1993 році удостоєний звання Заслужений діяч мистецтв України.

Могила Михайла Ткача, Берковецьке кладовище

На вірші поета створено кілька десятків пісень. Найвідоміші з них: «Якщо любиш — кохай» (Левко Дутківський), «Зоряна ніч» (Левко Дутківський), «Ясени» (Олександр Білаш), «Марічка» (Степан Сабадаш), «Писанка» (Павло Дворський), «Сніг на зеленому листі» (Олександр Білаш), «На щастя, на долю» (Микола Мозговий), «Диво-сторона», «Коли нема того, що любиш», «Небеса очей твоїх». Ці пісні співає народ і найкращі виконавці країни — Дмитро Гнатюк, Микола Кондратюк, Анатолій Мокренко, Іван Красовський. На вірш свого земляка Володимир Івасюк написав пісню «Серед літа».
Один із засновників Буковинського земляцтва в місті Києві, був його почесним головою.
Помер 4 квітня 2007 року від пухлини головного мозку. Похований у Києві, на Берковецькому кладовищі.

Меморіальна дошка на будинку, в якому мешкав Михайло Ткач у Чернівцях

## Вшанування пам'яті
В Чернівцях існує вулиця Михайла Ткача.

## Твори
Друкувався з 1950.
- «Катерина Палій»
- «Йдемо на верховини» (1956)
- «На перевалі» (1957)
- «Житній вінок» (1961)
- «На смерекових вітрах» (1965)
- «Пристрасть» (1968)
- «Повернення» (1974)
- «Поворот землі» (1976)
- «Хліб з добрих рук» (1981)
- «Крок за обрій» (1982)
- «Небо твоїх очей» (1982)
- «Серед літа» (1995)
- «Зазим'є» (1999)

Сценарії
- фільму-опери «Наймичка»
- художнього фільму «Серед літа»

Сценарії документальних фільмів
- «Леся Українка»
- «Про дружбу співа Україна»
- «Радянська Україна»
- «Україна, земля моїх предків»

## Звання, премії
- 1973 — Державна премія УРСР імені Тараса Шевченка (нині Національна премія України імені Тараса Шевченка) за повнометражний документальний фільм «Радянська України» (спільно з режисером і оператором).
- 1993 — заслужений діяч мистецтв України.
- 2002 — народний артист України[4]